# メーテルリンクの青い鳥 チルチルミチルの冒険旅行
『メーテルリンクの青い鳥 チルチルミチルの冒険旅行』（メーテルリンクのあおいとり チルチルミチルのぼうけんりょこう）は、1980年（昭和55年）1月9日から同年7月9日までフジテレビ系列で放送されていたテレビアニメ。フジテレビとアカデミー製作の共同製作。全26話。放送時間は毎週水曜 19:00 - 19:30 （日本標準時）。

## 概要
西崎義展・松本零士・藤川桂介・宮川泰・芦田豊雄という、『宇宙戦艦ヤマト』を手掛けた布陣で臨んだ、世界初の『青い鳥』のアニメ化作品。監督には、当時タツノコプロを退社して間もなかった笹川ひろしを迎えた。
舞台設定を現代（1980年当時）に移して、母親が病気で入院、仙女ペリリュンヌからもらったメダルペンダント、光の精からもらった光の剣、スリッパを巨大化させた空飛ぶ乗り物リッパー号でテレビ画面に飛び込んで様々な世界へ行くなど、新しい要素を盛り込んでいる。
この作品のアニメ化は困難を極めた。それは『青い鳥』の原作者・メーテルリンクとの関係である。メーテルリンクは遺言で「私の作品は、日本とドイツでは上演してはならない」と言い残していた。そのため、遺族との放送に関する交渉は困難を極めたという。
以前に西崎や藤川、宮川、芦田が関与した『ワンサくん』と同じくミュージカルアニメとして作られ、当時としては珍しくステレオ放送されていた（後述）。
『宇宙戦艦ヤマト』『宇宙空母ブルーノア』『オーディーン 光子帆船スターライト』同様に1996年（平成8年）以降、現在の著作権は東北新社へ移っている。

## 登場キャラクター・キャスト
本作の声優陣のほとんどは、『海のトリトン』『ワンサくん』『宇宙戦艦ヤマトシリーズ』『宇宙空母ブルーノア』と同じく青二プロダクションの所属者が起用されている。

### レギュラー
チルチル
声 - 古谷徹
主人公。12歳の少年。一人称は「僕」。好奇心が強く腕白盛りだが、優しい心と勇気を持つ。クリスマスの夜にミチル共々落ち込んでいた所にペリリュンヌと出会い、母親の病気を治すために青い鳥を求めて、毎晩様々な世界に旅立つ。
彼が光の精からもらった光の剣は鞘が付いた短剣で、初期は『海のトリトン』に登場したオリハルコンの短剣の様に閃光を放ったが、後に刀身が伸びて武器として使用される。
ミチル
声 - 小山茉美
チルチルの妹である9歳の少女。一人称は「あたし」。兄のチルチルを「お兄ちゃん」あるいは「チルチル」と呼ぶ。心優しく、動物が好き。少々臆病な所がある。しかし第17話では気が強い一面も見せ、チローに助けられてもあざ笑ったチレットに平手打ちを放った。
チロー
声 - 永井一郎
チルチルに飼われている雄の犬。主人のチルチルに忠実でありながら、頑固な性格で曲がったことが大嫌い。何があっても人間に尽くすことを誇りに思い、チレットと対立する。
チレット
声 - 白石冬美
ミチルに飼われている雌の猫（シャム猫）。青い鳥によって自分たちの秘密が暴かれることを恐れて、チルチルたちの旅を妨害するべく、夜の女王のスパイとして行動するが…。
ペリリュンヌ
声 - 天地総子
箒にまたがって空を飛び、クリスマスの夜にチルチルたちの家へやって来た小人の仙女。娘の病気を治すために兄妹に青い鳥探しを依頼し、チルチルに魔法のメダルペンダントを渡す。飛び込んで割ってしまった窓のガラスを「アッケラコリンチョパリポリポイ」の呪文で修復する。「魔法使い」や「おばさん」と呼ばれるのを嫌う（本人曰く「品が違うからね！」「あたしたちに年は関係ないから」）。
夜の女王
声 - 美輪明宏
闇の世界の支配者。光の精とはことごとく対立しており「人間は何も知らない方がいい」と考え、青い鳥を探すことを阻もうと兄妹たちに立ちはだかる。
設定資料での名前は「夜の精」。
光の精
声 - 岡本茉利
ペリリュンヌに仕え、あらゆる光を司る美女の妖精。チルチルに光の剣を与えるほか、様々な手助けをする。
しかし、「互いの領分を侵さない」と言う掟から、夜の女王の支配する空間ではチルチルたちに力を貸せないと言う弱みを持つ。
ミルクの精
声 - 野沢雅子
のんびりとした太ったおばさんの妖精。「急がなくっちゃ」が口癖。第19話でペリリュンヌを「ママ」と呼ぶ。
火の精
声 - 緒方賢一
メラメラと燃える火に脚が２本生えた妖精。光の精の親戚だが、夜の女王とも付き合っている。「ボワッチ！」が口癖。当初はチレットや砂糖の精と共に青い鳥探しの旅に反対していたが、後にチルチルの心強い味方になり、第7話では口から火炎を吹いて戦う活躍を見せる。
水の精
声 - 麻上洋子
水を操るもの静かな美少女の妖精。火の精が最も苦手とする存在。
砂糖の精
声 - 鈴木富子
とんがり帽子やポンチョを着た妖精。時々子供たちの虫歯を引き起こすこともあるが「ボクを嫌ってる人はいない」と自慢している。当初はチレットや火の精と共に青い鳥探しの旅に反対していた。
パンの精
声 - 古川登志夫ほか
5個のパン（食パン1枚・コッペパン1本・丸パン3個）で成り立った妖精。時々分かれては議論を繰り返している。
時の精
声 - 矢田耕司
人間の一生の時間を司る妖精。メカニカルで心を感じさせない。「時間デス。時間デス。」とタイムリミットを知らせる役目を果たす。
父親
声 - 矢田耕司
チルチルとミチルの父親。躾に厳しいが、本当は優しい。森林伐採業を経営している。家に紛れ込んだはぐれ鳥をかわいがり、青い鳥の言い伝えを知っていた。
母親
声 - 莊司美代子（第1話）→岡本茉莉
チルチルとミチルの母親。1年前のクリスマスパーティーの最中に病気で倒れてから、病院に入院している。最終回で退院する。
ナレーター
声 - 古川登志夫

### ゲスト
※第26話を除き、ノンクレジット。
- 柏の精 - 大塚周夫（第3話）
- 災いの精 - 大竹宏（第4話から）
- 眠りの精 - ？（第4話から）
- 翼の王 - 柴田秀勝（第6話）
- くちばしの女王 - 松島みのり（第6話）
- 戦いの精マルス - 井上真樹夫（第6話）
- くちばし族の少年兵 - 山本圭子（第6話）
- 風邪ウイルスの精のボス - 八奈見乗児（第7話）
- ワクチンの精 - 三輪勝恵（第7話）
- カシの木 - 滝口順平（第8話）
- カラス - 矢田耕司（第8話）
- 祖父 - 宮内幸平（第8話）
- 祖母 - ？（第8話）
- 食べるしあわせ - 神山卓三（第9話）
- 酒を飲むしあわせ - 玄田哲章（第9話）
- 笑うしあわせ - 安原義人（第9話）
- 男の子 - 丸山裕子（第10話）
- 母の愛の精 - 岡本茉莉（第10話）
- 死の精 - 雨森雅司（第12話）
- 真空管の精 - 水鳥鉄夫（第13話）
- テレビの精 - はせさん治（第13話）
- コンピューターの精 - 緒方賢一（第13話）
- いたずら小僧 - 山本圭子（第15話）
- ヤギ - 矢田耕司（第15話）
- 雄ブタ／イノシシ／ライオン - 塩沢兼人（第15話）
- 牛／ゴリラ - 佐藤正治（第15話）
- トラ - 田中崇（第15話）
- 鹿 - 古川登志夫（第15話）
- ウサギ - 川島千代子（第15話）
- 時の老人 - 藤本譲（第16話・第17話）
- 偽りの精 - はせさん治（第18話）
- エレーヌ - 潘恵子（第18話）
- へそ曲がり巨人の精 - 渡部猛（第19話）
- チコおじさん - ？（第20話）
- 真珠貝の老人 - ？（第20話）
- 執事 - 田中崇（第21話）
- 老婆 - 天地総子（第26話）
- 娘 - 岡本茉莉 ※クレジットは麻上洋子。（第26話）

## スタッフ
- 原作 - モーリス・メーテルリンク
- 企画制作 - 西崎義展
- 監督・チーフディレクター - 笹川ひろし
- キャラクターデザイン・総作画監督 - 芦田豊雄
- 美術監督 - 伊藤主計
- キャラクター原案 - 松本零士
- 音楽 - 宮川泰
- 作詞 - 山上路夫
- 音楽構成 - 日高仁、田村丸
- 音響監督 - 田代敦巳、本田保則
- 効果 - 石田サウンド
- 録音スタジオ - タバック ※ノンクレジット[要出典]。
- 録音 - 波多野勲（タバック）
- 編集 - 花井正明（タバック）
- 現像 - 東京現像所
- オープニング・スキャニメイト - 東洋現像所ビデオセンター ※ノンクレジット[要出典]。
- プロデューサー - 山田哲久、栃平吉和（アカデミー製作）
- 制作 - フジテレビ、アカデミー製作

## 主題歌

### オープニングテーマ
「幸せのバビラトラリラ」　
作詞 - 山上路夫 / 作曲・編曲 - 宮川泰 / 唄 - 福原みどり

### エンディングテーマ
「窓灯り」
作詞 - 山上路夫 / 作曲・編曲 - 宮川泰 / 唄 - 大須賀ひでき
※2曲ともレコードは日本コロムビアから発売されたが、「幸せのバビラトラリラ」は「今ほしいものは愛」、「窓灯り」は「まだ逢わない人の為に」と、それぞれカップリングして発売された。ただし、当時発売されていた混載盤『テレビまんがうたとおはなしシリーズ メーテルリンクの青い鳥 チルチルミチルの冒険旅行/男!あばれはっちゃく』（規格番号 - CH-3006）には、「幸せのバビラトラリラ」と「窓灯り」が共に収録されていた。なお、本作のために作られた歌唱曲のうち「幸せのバビラトラリラ」と「今ほしいものは愛」以外は2021年現在、CD化されていない。

### 挿入歌
コロムビアレコードからヒット曲集として2枚のLPアルバムが発売された。
今ほしいものは愛
唄 - 福原みどり
お化けのフーガ
唄 - 天地総子
妖精たちのファンタジー
唄 - 天地総子、福原みどり、コロムビアゆりかご会、川島和子
夜の女王
唄 - 美輪明宏
呪文のうた（バビラトラリラ）
唄 - 天地総子
あの日のように
唄 - 天地総子
流感の祭り
唄 - ラ・ロンド
まだ逢わない人の為に
唄 - 大須賀ひでき
しあわせパーティー
唄 - ラ・ロンド
忘れんぼうのカシの木
唄 - 滝口順平
幸せと喜びのファンタジア
唄 - 田村しげる、杉まゆみ、ラ・ロンド
夜は美しい
唄 - 杉まゆみ
ハートがだいじ
唄 - 永井一郎
コンピューターと真空管
唄 - 二代目 玉川勝太郎
おいでおいで
唄 - 伊集加代子
アニマル・パワーだぞォ!!
唄 - ラ・ロンド
生まれる前の子供たち
唄 - 古谷徹、小山茉美、矢萩知佳、矢萩佐優
キューティー・チレット
唄 - 白石冬美
カネカネ・ブギ
唄 - ラ・ロンド
青い楽園
唄 - 田中真弓
ダンダン階段
唄 - ラ・ロンド
心を忘れて
唄 - あくの そのこ
さよなら・ありがとう
唄 - 田村しげる、後藤今日香、フィーリング・フリー
青い鳥のうた
唄 - ミュージッククリエイション

## 各話リスト
| 話 | サブタイトル                      | 脚本     | 演出       | 作画監督／原画                            | 放送日        |
| -- | --------------------------------- | -------- | ---------- | ----------------------------------------- | ------------- |
| 1  | 陽気な夜の訪問者                  | 藤川桂介 | 笹川ひろし | 芦田豊雄                                  | 1980年 1月9日 |
| 2  | ゆかいな妖精たち                  | 藤川桂介 | 寺田和男   | 芦田豊雄                                  | 1月16日       |
| 3  | 暗黒林は謎がいっぱい              | 藤川桂介 | 佐々木皓一 | 芦田豊雄                                  | 1月23日       |
| 4  | 闇の番人・夜の女王                | 藤川桂介 | 黒岡彰     | 芦田豊雄                                  | 1月30日       |
| 5  | こんばんは幽霊                    | 田村丸   | 石崎すすむ | 芦田豊雄                                  | 2月6日        |
| 6  | 銃をにぎった鳥たち                | 田村丸   | 野村和史   | 野村グループ                              | 2月13日       |
| 7  | ようこそ！病気の国へ              | 藤川桂介 | 寺田和男   | スタジオ・ライブ                          | 2月20日       |
| 8  | 時間が止まっている国              | 藤川桂介 | 黒岡彰     | 羽根章悦、海老沢幸男 木下ゆうき           | 2月27日       |
| 9  | ふとりすぎたしあわせ              | 田村丸   | 野村和史   | 木下ゆうき、タイガー 井上和夫、海老沢幸男 | 3月5日        |
| 10 | はじめまして母の愛                | 藤川桂介 | 石崎すすむ | スタジオ・ライブ                          | 3月12日       |
| 11 | 夜の宮殿の秘密                    | 藤川桂介 | 野村和史   | 野村グループ                              | 3月19日       |
| 12 | オアシスのない砂漠                | 田村丸   | 黒岡彰     | スタジオ・ライブ                          | 3月26日       |
| 13 | 時計じかけの青い鳥                | 田村丸   | 寺田和男   | 羽根章悦 海老沢幸男                       | 4月9日        |
| 14 | 墓場への招待状                    | 藤川桂介 | 石崎すすむ | 木下ゆうき 井上和夫                       | 4月16日       |
| 15 | 動物たちの反乱                    | 田村丸   | 黒岡彰     | スタジオ・ライブ                          | 4月23日       |
| 16 | 未来の国 生まれる前の子供たち     | 田村丸   | 野村和史   | ワンダーランド                            | 4月30日       |
| 17 | 未来の国(2) 生まれていくんだ、今… | 田村丸   | 安濃高志   | スタジオ・ライブ                          | 5月7日        |
| 18 | 黄金の国は夢でいっぱい！          | 藤川桂介 | 橋本直人   | スタジオルーズ                            | 5月14日       |
| 19 | あべこべ島の巨人                  | 田村丸   | 黒岡彰     | 木下ゆうき                                | 5月21日       |
| 20 | 深海は悪魔の集会所                | 田村丸   | 野村和史   | ワンダーランド                            | 5月28日       |
| 21 | 悪魔の棲む屋敷                    | 藤川桂介 | 佐々木皓一 | スタジオ・ライブ                          | 6月4日        |
| 22 | 夜の女王との対決                  | 田村丸   | 寺田和男   | 芦田豊雄                                  | 6月11日       |
| 23 | 魔獣と戦え！母の命を賭けて        | 田村丸   | 黒岡彰     | 芦田豊雄                                  | 6月18日       |
| 24 | 悪魔の罠を突破せよ！              | 藤川桂介 | 康村正一   | 芦田豊雄                                  | 6月25日       |
| 25 | 夜の女王 闇に死す！               | 田村丸   | 橋本直人   | 芦田豊雄                                  | 7月2日        |
| 26 | 何処へ、青い鳥…                   | 藤川桂介 | 黒岡彰     | 芦田豊雄                                  | 7月9日        |

## 放送局
放送系列は放送当時、放送日時は個別に出典が掲示してあるものを除き、1980年3月中旬 - 4月上旬時点のものとする。
| 放送地域       | 放送局         | 放送日時                                             | 放送系列                                     | 備考                                              |
| -------------- | -------------- | ---------------------------------------------------- | -------------------------------------------- | ------------------------------------------------- |
| 関東広域圏     | フジテレビ     | 水曜 19:00 - 19:30                                   | フジテレビ系列                               | 制作局                                            |
| 北海道         | 北海道文化放送 | 水曜 19:00 - 19:30                                   | フジテレビ系列                               |                                                   |
| 秋田県         | 秋田テレビ     | 水曜 19:00 - 19:30                                   | フジテレビ系列                               |                                                   |
| 山形県         | 山形テレビ     | 水曜 19:00 - 19:30                                   | フジテレビ系列                               | 1980年3月まではテレビ朝日系列とのクロスネット局。 |
| 宮城県         | 仙台放送       | 水曜 19:00 - 19:30                                   | フジテレビ系列                               |                                                   |
| 長野県         | 長野放送       | 水曜 19:00 - 19:30                                   | フジテレビ系列                               |                                                   |
| 静岡県         | テレビ静岡     | 水曜 19:00 - 19:30                                   | フジテレビ系列                               |                                                   |
| 富山県         | 富山テレビ     | 水曜 19:00 - 19:30                                   | フジテレビ系列                               |                                                   |
| 石川県         | 石川テレビ     | 水曜 19:00 - 19:30                                   | フジテレビ系列                               |                                                   |
| 福井県         | 福井テレビ     | 水曜 19:00 - 19:30                                   | フジテレビ系列                               |                                                   |
| 中京広域圏     | 東海テレビ     | 水曜 19:00 - 19:30                                   | フジテレビ系列                               |                                                   |
| 近畿広域圏     | 関西テレビ     | 水曜 19:00 - 19:30                                   | フジテレビ系列                               |                                                   |
| 島根県・鳥取県 | 山陰中央テレビ | 水曜 19:00 - 19:30                                   | フジテレビ系列                               |                                                   |
| 岡山県・香川県 | 岡山放送       | 水曜 19:00 - 19:30                                   | フジテレビ系列                               |                                                   |
| 広島県         | テレビ新広島   | 水曜 19:00 - 19:30                                   | フジテレビ系列                               |                                                   |
| 愛媛県         | 愛媛放送       | 水曜 19:00 - 19:30                                   | フジテレビ系列                               | 現・テレビ愛媛。                                  |
| 福岡県         | テレビ西日本   | 水曜 19:00 - 19:30                                   | フジテレビ系列                               |                                                   |
| 佐賀県         | サガテレビ     | 水曜 19:00 - 19:30                                   | フジテレビ系列                               |                                                   |
| 宮崎県         | テレビ宮崎     | 水曜 19:00 - 19:30                                   | フジテレビ系列 日本テレビ系列 テレビ朝日系列 |                                                   |
| 沖縄県         | 沖縄テレビ     | 水曜 19:00 - 19:30                                   | フジテレビ系列                               |                                                   |
| 青森県         | 青森放送       | 日曜 6:00 - 6:30                                     | 日本テレビ系列 テレビ朝日系列                |                                                   |
| 岩手県         | テレビ岩手     | 土曜 17:30 - 18:00                                   | 日本テレビ系列                               | 1980年3月まではテレビ朝日系列とのクロスネット局。 |
| 山梨県         | 山梨放送       | 土曜 6:15 - 6:45                                     | 日本テレビ系列                               |                                                   |
| 新潟県         | 新潟総合テレビ | 木曜 17:20 - 17:50                                   | フジテレビ系列 日本テレビ系列 テレビ朝日系列 | 現・NST新潟総合テレビ。                           |
| 山口県         | 山口放送       | 火曜 16:45 - 17:15                                   | 日本テレビ系列 テレビ朝日系列                |                                                   |
| 長崎県         | テレビ長崎     | 土曜 18:00 - 18:30                                   | フジテレビ系列 日本テレビ系列                |                                                   |
| 熊本県         | テレビ熊本     | 水曜 17:25 - 17:55 土曜 7:30 - 8:00（1980年6月時点） | フジテレビ系列 日本テレビ系列 テレビ朝日系列 |                                                   |
| 大分県         | テレビ大分     | 金曜 17:30 - 18:00                                   | フジテレビ系列 日本テレビ系列 テレビ朝日系列 |                                                   |
| 鹿児島県       | 南日本放送     | 土曜 17:30 - 18:00                                   | TBS系列                                      |                                                   |

## ステレオ放送について
テレビでの本放送時にステレオ音声で放送する際には、16ミリのカラーフィルムとステレオで録音されたシネテープ（磁気音声）のパック化作業を経て、1インチCタイプVTRに収録する手法で対応している。しかし系列局で音声多重放送が行われていた地域は少なく、また受信機もそれほど普及していなかったことから、本来のステレオ音声で聴けた視聴者はごく少なく、電気的にモノラル化された状態で放送された地域が大半であった。
また、遅れネットや再放送などでのフィルムネットに対応するため、オープニングとエンディングは本放送用素材の1インチCタイプVTRを「キネコ方式」でフィルム録像・録音し直し、本編と予告編は元々フィルム製作であるためそれらのフィルムを編集し、音声はフィルム焼き込みの光学式サウンドトラックを使用したモノラル音声としていた。後年、CS放送局のAT-Xでもモノラル音声で放送されたことがあるが、これは再放送用のフィルムをCSテレビ局側でテレシネをして、完プロパック済VTRを放送マザーとして放送していたためである。
近年の再放送ではデジタル放送が普及していたこともあり、本放送用のステレオマスター素材（1インチCタイプVTR）のデジタル処理が施され、本来の放送形態であるステレオ音声が復活している。また、ステレオマスター素材は現存しているため、1985年1月に発売された総集編ビデオ（ジャパン・オーディオ・ビジュアル・ネットワーク）や2003年4月2日に発売されたDVD-BOX（徳間ジャパンコミュニケーションズ）でもステレオ音声で収録されている。
当時、日本テレビでは『ルパン三世』が1979年10月1日以降ステレオ音声で放送されており、ステレオ音声で放送された日本のテレビ用アニメーション作品は2例目となる。

## 放送時素材
- 本放送 - 完プロパック済ステレオマスターVTR（カラー16ミリフィルム＋ステレオ録音の16ミリシネテープ（磁気音声）→パック化作業を経て1インチCタイプVTRに収録）
- 再放送 - カラー16ミリフィルム（オープニングとエンディングはキネコ録像によるフィルム再作製、本編と予告編はフィルム製作、光学音声モノラル）

## 補足
- 初期のオープニングは福原の歌うシーンのみであったが、徐々にアニメが挿入・合成されてゆき、実写パートは減少していった。また、エンディングにも日本の下町風景画と大須賀が弾き語りをする実写パートが使用されていたが、後に実写パートが無くなり、異国風景画に変更された。
- オープニングのスタッフテロップは、スキャニメイトで映し出された。
- 企画書では全52話の予定であったが、視聴率は平均8％（ビデオリサーチ、関東地方）と低迷[8]、1980年4月には後続番組『がんばれ元気』の7月からの放映が決まり、全26話で打ち切られた[8]。
- 第12話のチローのミュージカルシーンに『さらば宇宙戦艦ヤマト』のパロディが、第15話に笹川が手掛けた『ヤッターマン』に登場する「おだてブタ」のパロディがあった。
- 第13話では劇中のテレビに『宇宙戦艦ヤマト』が一瞬ではあるが移り込むシーン、前年にブームとなった『スペースインベーダー』を元としたキャラクターと描写が描かれた。
- 本放送後期の1980年6月15日に、脚本を担当した藤川によるノベライズが集英社からコバルト文庫レーベルで出版された。ラスト近くの展開はアニメ本編とは異なる。
- 本放送終了後の1980年10月10日に、秋田書店からオールカラーのアニメムックが出版された。収録されているのはストーリー前半話と終盤で、ストーリー後半話は収録されていない。
- 後に芦田や小山が参加した『魔法のプリンセス ミンキーモモ』（テレビ東京・1982年）第8話「婦人警官ってつらいのネ」に、チルチルとミチル兄妹が横断歩道を渡れなくて困った兄妹としてカメオ出演した。配色や声優は変更されている。